# Lumacra
Lumacra é um gênero de mariposa pertencente à família Acrolophidae.